# Koubri
Koubri là một tổng thuộc Kadiogo (tỉnh) ở miền trung Burkina Faso. Thủ phủ là thị xã Koubri. Dân số năm 2006 là 43.467 người .

## Các thị xã và làng xã
Boussouma, Didri, Goghin, Goumtoaga, Guiguemtinga, Kankanghin, Kouba, Kuiti, Mogtedo, Moince, Naba-Zana, Nakamtinga, Nambe, Napagting-Gounghin, Noungou, Peele, Pikieko, Pissi, Poedogo, Sinsinguene, Tansablogo, Tanvi, Wamtinga, Wedbila.